# Eleutherodactylus jasperi
Eleutherodactylus jasperi är en groddjursart som beskrevs av George E. Drewry och Jones 1976. Eleutherodactylus jasperi ingår i släktet Eleutherodactylus och familjen Eleutherodactylidae. IUCN kategoriserar arten globalt som akut hotad. Inga underarter finns listade i Catalogue of Life.